# Leslie Nate
Leslie Nate (25 giugno 1986) è un calciatore salomonese, centrocampista del Real Kakamora.

## Carriera

### Club
Nel 2012, dopo aver militato al Tukoko University, passa al Real Kakamora.

### Nazionale
Ha debuttato in Nazionale il 2 giugno 2012, in Isole Salomone-Papua Nuova Guinea (1-0). Ha partecipato, con la Nazionale, alla Coppa delle nazioni oceaniane 2012. Ha collezionato in totale, con la maglia della Nazionale, 8 presenze.